# Tibor Magyar
Tibor Magyar (nascido em 4 de março de 1947) é um ex-ciclista húngaro que competiu no ciclismo nos Jogos Olímpicos de Verão de 1968, representando a Hungria.